# (73852) 1996 VB4
(73852) 1996 VB4 – planetoida z pasa głównego asteroid okrążająca Słońce w ciągu 3,44 lat w średniej odległości 2,28 j.a. Odkryta 7 listopada 1996 roku.